# Атлантида (фильм, 2017)
«Атлантида» (англ. Cold Skin) — испано-французский научно-фантастический фильм ужасов режиссёра Ксавье Жанса. Фильм снят по роману Альберта Санчеса Пиньоля «Холодная кожа». Премьера фильма состоялась во Франции на фестивале L'Étrange, а в широкий прокат в России фильм вышел 30 ноября 2017 года.

## Сюжет
В 1914 году молодой ирландец Френд отправляется на отдалённый остров в Южной Атлантике для работы метеорологом, так как его предшественник умер от тифа. Кроме учёного на острове живёт смотритель маяка Грюнер, довольно холодно встречающий гостя.
Внимание Френда привлекают расположенные на пляже странные круги из камней. В домике метеоролога он находит дневник, содержащий помимо обычных иллюстраций местных животных, рыб и птиц изображения странных существ с подписью Дарвин ошибался. Ночью кто-то начинает ломиться в дверь, но герою удаётся отогнать его, проколов руку. Утром Френд приходит к Грюнеру, безуспешно прося впустить его к себе. В своём доме ирландец находит ружьё, и укрепляет дверь. Ночью к нему пытаются вторгнуться уже целая стая существ, отогнать которых удаётся только с помощью поджога дома.
На следующий день Френд выслеживает Грюнера у родника, где находит похожую на человека-амфибию особь женского пола, ставшую для последнего домашним животным и секс-рабыней. Протагонист предлагает смотрителю маяка амуницию и припасы в обмен на допуск в маяк. Ночью существа атакуют здание, при этом ручная амфибия всё время издаёт странные звуки, как будто привлекающие их. Френд во время обороны теряет сознание, а утром яростный Грюнер принуждает его начать выполнять черновую работу и отмечает, что у него остался последний шанс. Во время следующей ночной атаки смотритель запирает героя на балконе, на следующее утро он обнаруживает Френда живым и покрытым кровью существ.
Оборона маяка становится рутинным занятием, а отношения между героями — не самыми лучшими из-за плохого отношения Грюнера к приручённой амфибии (которую Френд называет Анерис). В ходе одной из осад люди оказываются на волоске от смерти, сумев дождаться рассвета в помещении маячного излучателя. На следующий день Грюнер мешает подать сигнал о помощи проходящему рядом кораблю.
Прошло три недели, как существа перестают атаковать. Гулявший по пляжу в поисках китовой кости для своих поделок Френд обнаруживает на берегу спасательную шлюпку. Грюнер рассказывает: однажды у берегов острова потерпел крушения португальский корабль с контрабандным динамитом, а выжившие моряки были убиты амфибиями. Ирландец убеждает напарника дать ему старый скафандр, чтобы забрать с потонувшего судна его груз. Френду это удаётся, также на дне он встречает детские особи амфибий.
Люди разрабатывают план уничтожения существ, заключающийся в заманивании их внутрь маяка через намеренно открытую дверь и подрыв динамитом территории вокруг здания. Атака начинает, но Грюнеру не удаётся запустить первую линию со взрывчаткой, из-за чего его напарнику приходится пробиться на вершину маяка и повторно подключить детонатор. В ходе взрыва погибают множество существ, чьи потери увеличиваются после подрыва второй линии. Утром Грюнер занимается добиванием раненных амфибий, на одном из которых Френд обнаруживает ожерелье — свидетельство наличия у амфибий разума. На следующую ночь существа не идут в атаку, взамен издавая скорбный вопль в память об убитых. В ходе прогулки по пляжу Френд замечает детей амфибий, играющих на волнах, после чего оставляет в каменном круге фигурку из кости в виде корабля.
На следующий день на пляжу Френд видит, как ребёнок-амфибия забирает его подарок, а на берегу появляются мирно настроенные амфибии во главе с Анерис. Неожиданно с ружьём появляется Грюнер, которому ирландец объясняет: морские существа хотят мира. Смотритель требует у Анерис возвращаться в маяк, но она не сходит со своего места. Это приводит к эмоциональному расстройству Грюнера, который в истерике убегает. Френд решает продолжить общение с морским народом, но Грюнер начинает по ним стрелять с маяка световыми ракетами, убив одного из детей. Главный герой бежит в здание маяка и начинает драться со смотрителем. В ходе боя Грюнер берёт верх, но Френд называет настоящее имя Грюнера — такое же, как и у предыдущего метеоролога (которым Грюнер когда-то и являлся), чем вводит противника в забытье. Вспоминая свою жизнь до появления амфибий, Грюнер шатающейся походкой выходит наружу и принимает от них смерть.
Спустя время приходит новый корабль с целью заменить Френда, по ошибке приняв его за Грюнера, роль которого и решил примерить на себя главный герой.

## Производство фильма
На ранних стадиях производства Стеллан Скарсгард был назначен на роль Грюнера, в то время как Елена Анайя должна была играть Анерис. Экранизация книги получилась очень подробная и точная, вплоть до «мыслей вслух» главного героя.
Главный герой даёт девушке имя Анерис (англ. Aneris), это анаграмма слова сирена, на испанском сирена пишется sirena.

## Отзывы
Кинокритик Антон Долин в своей рецензии на сайте радиостанции «Вести ФМ» акцентирует внимание на атмосфере фильма и поставленных в нём вопросах, но ругает актёрскую игру: 
«Атмосфера и декорации в „Атлантиде“ впечатляют больше сценария или актёрских работ, но в любом случае, эта картина — не только жанровый экзерсис, но и всегда актуальное рассуждение на тему чужих и своих, на тему того, что делает человека человеком».
Критик сайта Film.ru поставил картине 7 баллов из 10. Также хвалит атмосферу фильма, дух «…экранизаций Жюля Верна, Роберта Льюиса Стивенсона или Александра Дюма…», упоминает схожести с творчеством таких режиссёров как Брайан Юзна и Роджер Кормана и похожестью на фильмы «30 дней ночи» или «28 дней спустя»:
«Зритель получит незабываемые впечатления, напряжения в картине хоть отбавляй».
Рецензент сайта «Российская газета» не увидел в картине никакого посыла, поставил оценку 2,5 из 5 и всячески ругает фильм, например, за плохо раскрытые характеры героев и конфликт людей с обитателями океана: 
«Они определённо наделены сознанием, но на каком оно уровне — неизвестно. Украшения носят — значит, что-то у них в голове варится. Но как устроено общество разумных земноводных, чем им одинокий бородач на маяке не угодил, зачем с ним их самка сожительствует — все это покрыто непроницаемым туманом загадки. Тем же туманом покрыты и личности „оккупантов“».

## Книга
Книга входит в условную трилогию автора, посвященную человеческим страхам и рассказывает о «первом страхе», существах из воды. Второй роман «Пандора в Конго» рассказывает о существах из земли, а третий, ещё не написанный роман будет рассказывать о существах, которые придут с воздуха. Роман выдержал 20 изданий на каталанском и 8 изданий на испанском и был переведён более чем на 30 языков.

### Издания в России
В России книгу издавали дважды, первый раз роман выпустило издательство «Мир книги» в 2006 году, под названием «В пьянящей тишине», перевод с каталонского осуществлялся на средства, выделенные Институтом Рамон Льюль, а суммарный тираж издания превысил 100 000 экземпляров. Второй раз в 2010 году, роман выпустило издательство «Астрель», в серии Corpus [roman]. Перевод остался тот же, но название книги изменили на «Холодная кожа», тираж составил всего 4000 экземпляров.

## В ролях
| Актёры        | Персонажи               |
| ------------- | ----------------------- |
| Дэвид Оукс    | Френд                   |
| Аура Гарридо  | Анерис                  |
| Рэй Стивенсон | Грюнер                  |
| Джон Бенфилд  | капитан Аксель          |
| Иван Гонсалес | новый метеоролог        |
| Бен Темпле    | военно-морской чиновник |
| Уинслоу Иваки | сенегалец               |